# Wolseley 21/60
Wolseley 21/60 ist der Name zweier unterschiedlicher PKWs der Oberklasse, die von Wolseleys parallel gefertigt wurden. Ein Achtzylindermodell dieses Namens wurden von 1928 bis 1931 angeboten, während das Sechszylindermodell von 1929 bis 1935 gefertigt wurde.

## Achtzylinder (1928–1931)
Der erste 21/60 besaß einen Reihenachtzylindermotor mit 2681 cm³ Hubraum, der aus dem Sechszylindermotor des 16/45 durch Hinzufügen von zwei Zylindern entstanden war. Im Unterschied zu diesem Motor mit obenliegender Nockenwelle hatte der 21/60 aber obenliegende Ventile, die mit Kipphebeln betätigt wurden. Die luxuriösen Limousinen wurden auf Fahrgestellen mit 2896 mm oder 3226 Radstand ausgeliefert und erreichten eine Höchstgeschwindigkeit von 104 km/h.
Bereits 1931 wurde der „kleine“ Achtzylinder ohne Nachfolger eingestellt. Zusammen mit dem fast gleichzeitig gefertigten 32/80 war er eines von nur zwei Achtzylindermodellen, die Wolseley jemals herstellte.

## Sechszylinder (1929–1935)
Ein Jahr nach dem Achtzylinder erschien ein Sechszylindermodell gleichen Namens. Sein Reihenmotor hatte 2677 cm³ Hubraum und eine obenliegende Nockenwelle. Die Limousinen hatten eine Radstand von 2972 mm und erreichten eine Höchstgeschwindigkeit von 103 km/h.
1935 ersetzte der Twenty-One – allerdings mit obenliegenden Ventilen und größerem Hubraum – diese Luxuswagen.

## Quelle
- Culshaw & Horrobin: Complete Catalogue of British Cars, Macmillan, London 1974, ISBN 0-333-16689-2